# Agelaos (minnaar van Penelope)
Agelaos was de zoon van Damastor en een van de voornaamste minnaars van Penelope, die lang weerstand bood aan Odysseus, maar eindelijk evenals de anderen door deze werd gedood.

## Antieke bron
- Homerus, Odysseia XXII 131, 212, 247.